# För fulla segel
För fulla segel är ett studioalbum av Annica Burman, utgivet 1988.

## Låtlista
1. "För fulla segel" (musik: Marcus Ingman-text: Bruno Glenmark)
2. "It's a Miracle love" (musik: Marcus Ingman-text: John Bane)
3. "I en ding, ding värld" (musik:Lasse Andersson - text: Bruno Glenmark)
4. "Väntar du på mig?" (musik: Karin Ljung - text: Cecilia von Melen)
5. "Hold me Forever" (musik: Marcus Ingman- text: Anne Hazel)
6. "Hello in my Video" (musik:Lasse Andersson - text: Bruno Glenmark)
7. "Obe dobe darling" (musik: Marcus Ingman - text: Bruno Glenmark)
8. "The love is meant for me" (musik: Marcus Ingman - text: Anne Hazel)
9. "Du kan få mej" (musik: Peter Hallström/Tommy Kaså - text: Tommy Kaså)
10. "Pay the Price" (musik: Håkan Almgqvist/Bobby Ljunggren - text: Ingela Forsman)
11. "SOS" (musik: Martin Klaman - text: Keith Almgren)
12. "Impossible" (musik: Marcus Ingman - text: John Bane)

### Fotnoter
1. ↑  ”För fulla segel” (på engelska). Discogs. 10 mars 1988. http://www.discogs.com/Annica-Burman-F%C3%B6r-Fulla-Segel/master/552645. Läst 27 december 2014.
2. ↑  ”För fulla segel” (på engelska). Svensk mediedatabas. 10 mars 1988. http://smdb.kb.se/catalog/id/001487451. Läst 27 december 2014.
3. ↑  ”För fulla segel” (på engelska). Svensk mediedatabas. 10 mars 1988. http://smdb.kb.se/catalog/id/001489213. Läst 27 december 2014.
4. ↑  ”För fulla segel” (på engelska). Svensk mediedatabas. 10 mars 1988. http://smdb.kb.se/catalog/id/001489536. Läst 27 december 2014.
5. ↑  ”För fulla segel” (på engelska). Svensk mediedatabas. 10 mars 1988. http://smdb.kb.se/catalog/id/001495739. Läst 27 december 2014.